# Cortes de Barcelona (1431)
Las Cortes generales catalanas de Barcelona de 1431 fueron convocadas por el rey Alfonso V el Magnánimo entre 1431 y 1434, si bien fueron presididas por la reina María de Castilla como lugarteniente, al marchar el rey en Nápoles a partir del 29 de mayo de 1432. 
El sistema de gestión interna implantado en la Generalidad desde las Cortes de Barcelona de 1413, las primeras del rey Fernando de Antequera, permitía evitar la intromisión real en las votaciones de los diputados. Pero no evitaba que los abusos vinieran de los mismos oficiales de la institución. Se solucionó este problema mediante una reforma a fondo, que fue el hecho político más destacado de estas cortes. La iniciativa fue presentada el 10 de septiembre de 1431 por los diputados que habían sido nombrados hacía solo dos meses: Marc de Vilalba, Bernat Galceran II de Pinós-Fenollet y Francesc Desplà.
Expusieron la situación y pidieron las siguientes acciones:
- La posibilidad de vender algunas prendas procedentes de deudas con la Diputación.
- La custodia de los esclavos que se les encomendaban.
- Una reforma del sistema de gestión de las generalidades.

Para atender estas peticiones las Cortes nombran una comisión de tres personas por brazo con poderes plenos para examinar, analizar la situación de la Generalidad y proponer soluciones. Entre los miembros de la comisión constituida el 10 de noviembre de 1431 figuraban Pedro de Palou y Joan Fiveller.
Las conclusiones centran el problema en el cobro defectuoso de las generalidades y la comisión emite, a finales de febrero de 1432, las Ordinacions de la comissió del nou per a la reforma de General, que no son aceptadas por los diputados y llevan a un nuevo redactado, publicado en 1433.
El contenido de estas ordinacions, recogía algunos aspectos de funcionamiento que hoy todavía forman parte del ordenamiento jurídico de las administraciones públicas:
- Obligatoriedad de dar publicidad de las subastas y arrendamientos de las generalidades para que pudieran participar los de fuera de Barcelona.
- Los interventores, tratador y mediadores en el arrendamiento debían ser empleados públicos del General.
- Los arrendadores de derechos debían presentar avales y no debían tener deudas anteriores pendientes.
- El escribano mayor tenía que tomar nota del proceso de arrendamiento en el Llibre Blau (Libro Azul), un registro especial para el caso.

También recogía temas de orden normativo interno:
- Revisión salarial de los diputados: 16 sueldos y 6 dineros de Barcelona por día de trabajo.
- Horario laboral, con la obligatoriedad de presentarse diariamente en la Casa de la Diputación, salvo los festivos y por enfermedad.
- Incompatibilidad en ocupar cargos a personas con deudas.
- Limitación para repetir como diputado y oyente hasta pasados cuatro y tres trienios, respectivamente.

En julio de 1434 se eligieron nuevos diputados y oidores, recayendo en Pedro de Palou el cargo de presidente de la Generalidad.
| Predecesor: Cortes de Tortosa de 1429 | Cortes Catalanas 1431 - 1434 | Sucesor: Cortes de Monzón de 1435 |